# Bureau pour l'Écosse
Le bureau pour l'Écosse (Scotland Office en anglais et An Oifis Albannach en gaélique) est un département exécutif du gouvernement britannique faisant partie du Ministère de la Justice.
Il est dirigé par le Secrétaire d'État pour l'Écosse (Secretary of State for Scotland).

## Historique
Avant la création du Parlement écossais et du Gouvernement écossais en 1998, le prédécesseur du Bureau pour l'Écosse (Scotland Office), le Bureau écossais (Scottish Office), était un département exécutif majeur du gouvernement britannique, chargé de la plupart des aspects de la gouvernance intérieure de l'Écosse, position connue sous le nom de « dévolution administrative ». Depuis, cette dévolution a vu ses pouvoirs limités aux aspects que les autres départements exécutifs ne prennent pas en charge, et le bureau a été, avec le bureau du Pays de Galles, absorbé par le Ministère de la Justice.
D'après le Scotland Act 1998, le Secrétaire d'État pour l'Écosse conserve un certain nombre de pouvoirs de supervision des activités du Parlement écossais.

## Fonctions
Le bureau est responsable de la représentation de l'Écosse au sein du gouvernement de Sa Majesté, en facilitant le bon fonctionnement de la dévolution, en assurant la liaison entre les deux gouvernements britannique à Londres et écossais à Édimbourg, et en administrant un certain nombre d'affaires réservées du gouvernement liées à l'Écosse.

## Direction
L'équipe ministérielle du bureau actuelle est :
- Secrétaire d'État pour l'Écosse : Ian Murray
  - Sous-secrétaire d'État parlementaire pour l'Écosse : Kirsty McNeill